# Zooplus
Zooplus SE sa sjedištem u Münchenu je osnivač web trgovine za potrebe kućnih ljubimaca. Uz web trgovinu, Zooplus se bavi pružanjem informacija o svemu vezanom za kućne ljubimce i izgradnjom zajednice oko te tematike.
Tvrtka je 2014. ostvarila dobit od 571 milijun eura.
Tvrtka je 2014. bila aktivna u 28 zemalja, među njima najjača tržišta su bila u Njemačkoj, Austriji, Ujedinjenom Kraljevstvu, Francuskoj i Nizozemskoj.
Zooplus je osnovan 28. lipnja 1999. Trgovačko društvo uvršteno je na Frankfurtsku burzu vrijednosnih papira iste godine. 2008. se pravno sjedište preselilo iz Unterföhringa u München. Središnje skladište se nalazi u Tiringiji u mjestu Hörselgau. 31. prosinca 2008. imao je 79 zaposlenika i postigao promet od 80,34 milijuna eura.
31. prosinca 2009. broj zaposlenih iznosio je 108. U istom vremenskom razdoblju se promet povećao za više od 60% na 127,71 milijuna eura. Od 29. srpnja 2011. su dionice uvrštene na SDAX.

## Nagrade
- 2013. je zooplus nagrađen nagradom za web trgovine u području kućnih ljubimaca. Nagrada za online trgovca u kategoriji kućni ljubimci[2]

- 2016. je zooplus.hr u Hrvatskoj proglašen najboljim web trgovcem godine u kategoriji Kućni ljubimci.[3]

- 2017. je zooplus.hr ponovo proglašen najboljim web trgovcem godine u Hrvatskoj u kategoriji Kućni ljubimci.[4]